# Bạch điểm
Bạch điểm (danh pháp hai phần: Thrixspermum centipeda) là một loài lan có mặt từ vùng Hoa Nam, Assam đến Malesia.
Tại Việt Nam, cây có mặt ở khắp cả nước.

## Hình ảnh

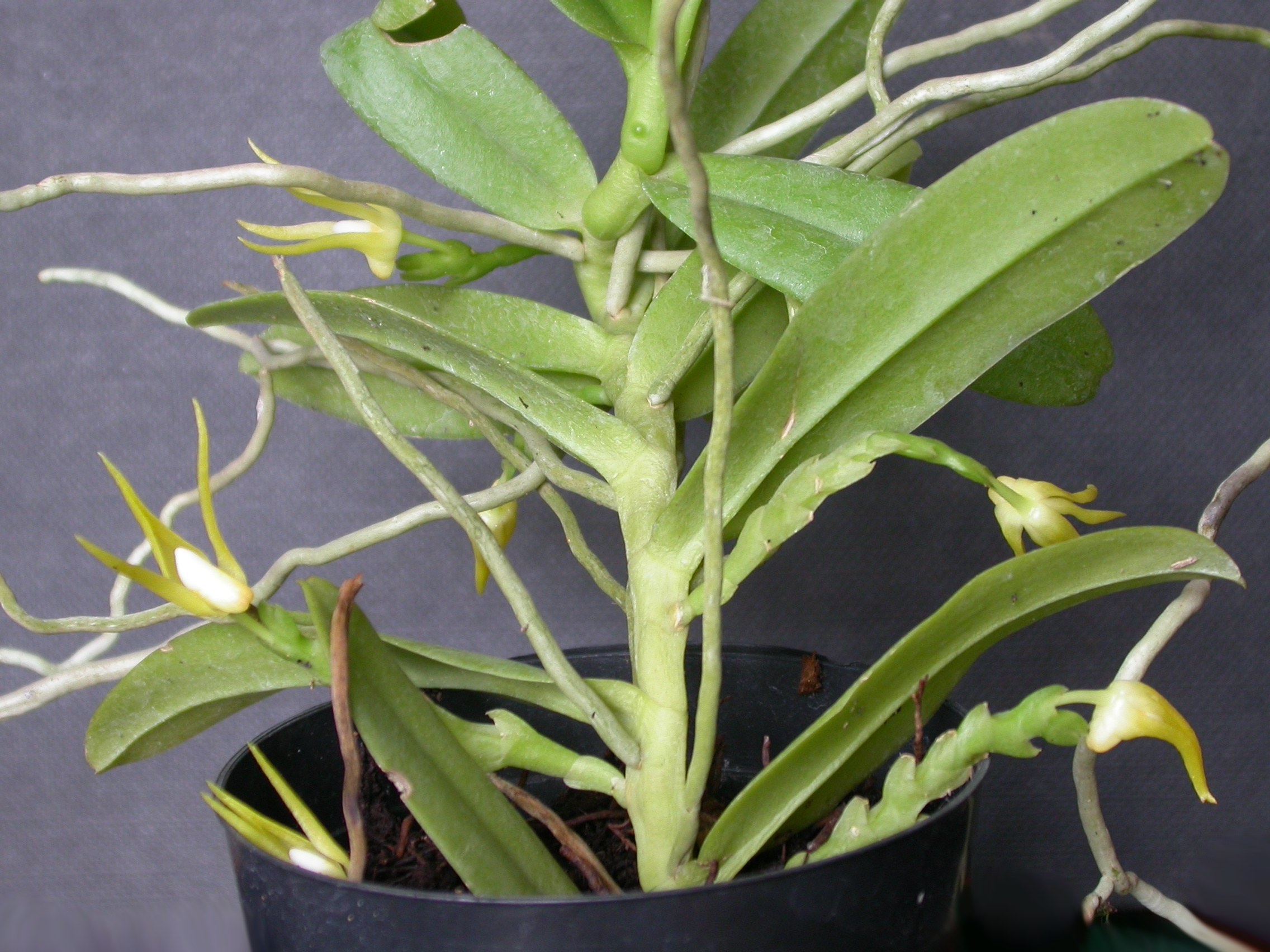